# Афончикова
Афончикова — деревня в Алапаевском районе Свердловской области России, входящая в Махнёвское муниципальное образование и подчинённая Санкинской сельской администрации.

## Географическое положение
Деревня Афончикова расположена в 85 километрах (в 148 километрах по автодороге) к северу-северо-востоку от города Алапаевска, на правом берегу реки Туры. В половодье автотранспортное сообщение затруднено.

## Население
| 2002 | 2010 |
| ---- | ---- |
| 31   | ↘22  |